# São João de Caruaru

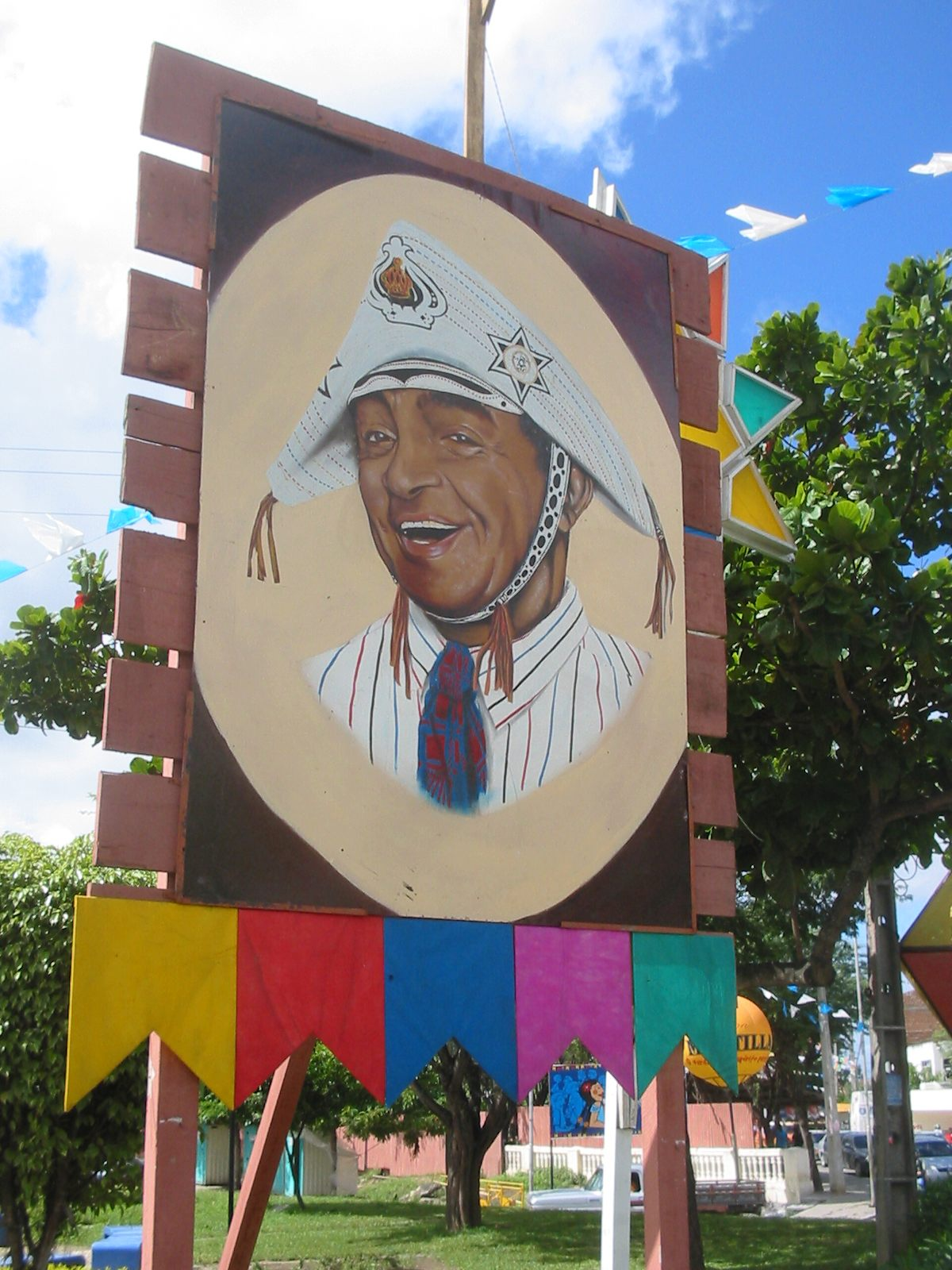
São João de Caruaru homenageia o grande artista pernambucano, Luiz Gonzaga - que eternizou o nome da cidade em suas canções.

São João de Caruaru é uma festa junina sediada no município de Caruaru, em Pernambuco, Brasil. A festa do Nordeste conta com 30 dias de comemorações, se estendendo por todo o mês de junho até julho, atraindo milhares de turistas de todo o Brasil e do exterior. Na Princesinha do Agreste são oferecidos atrativos como quadrilhas juninas, fogos de artifício, fogueira e iguarias tradicionais à base de milho e muito forró.

## História
A história de como começou o São João está diretamente ligada a história de surgimento de Caruaru, já que as festas juninas eram celebradas na época em que Caruaru era apenas uma vila. Segundo o historiador Wamiré, as festas juninas eram festas rurais, celebradas ainda na época da vila e por isso não há registros que especifiquem uma data ou ano que a festa tenha começado.
Nelson Barbalho em seu livro 'Caruaru de vila à cidade', cita os festejos juninos de 1854 e 1856 (ainda na época da Vila) como "muito animados". Há registros, de que em 1920, o governador do Estado transferiu sua residência para Caruaru no período junino, de onde realizou os despachos oficiais.
A partir disso, começam a ser realizados concursos de ruas mais enfeitadas e concursos de quadrilha patrocinados por empresas e rádios locais, com as famosas caravanas de artistas. A ação estimulou o crescimento do São João de Rua e algumas ruas começaram a ficar muito famosas pelas festas como é o caso da Av. Rio de janeiro, 03 de maio, Capitão Zezé, 27 de janeiro e São Roque.

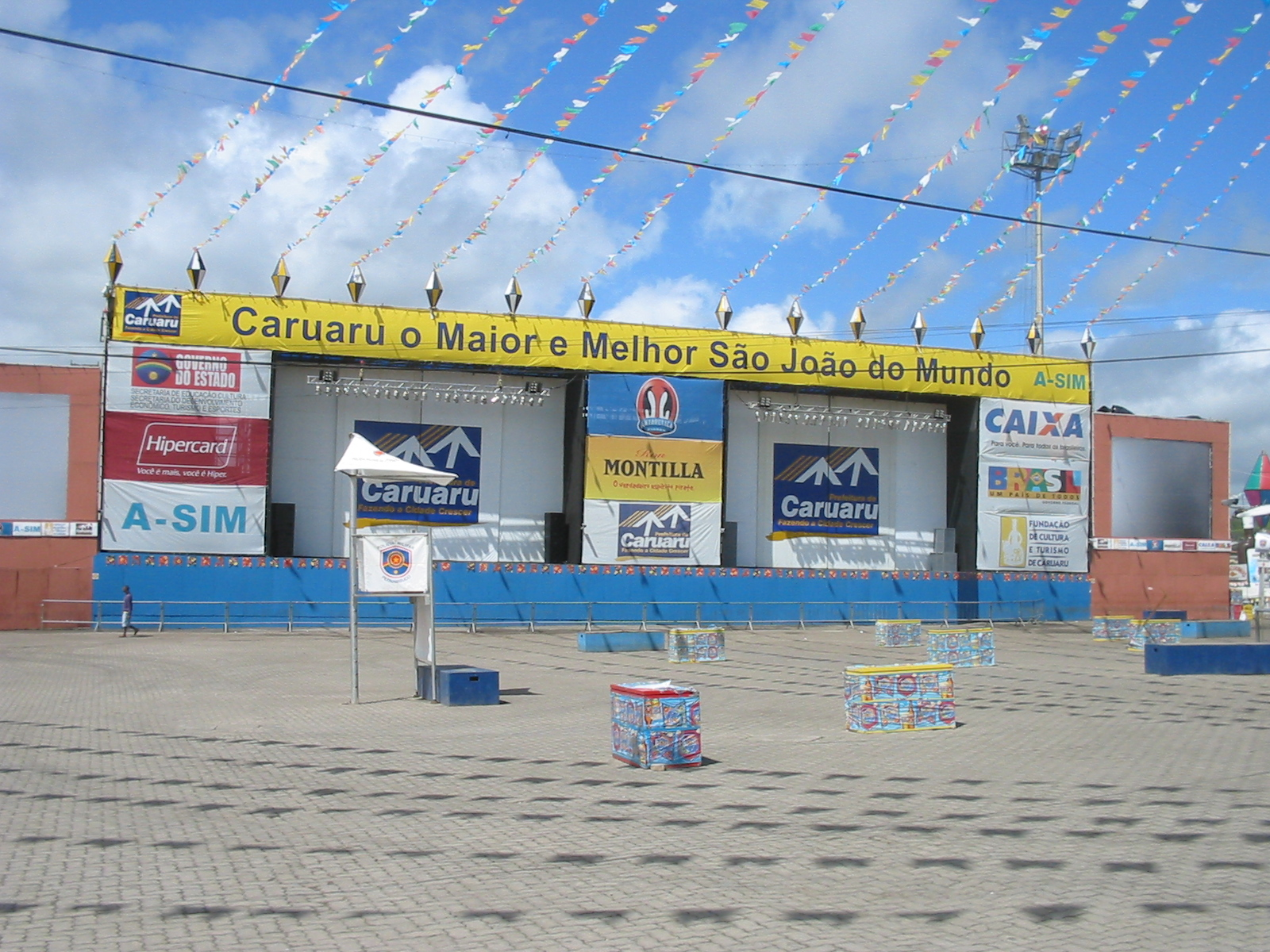
Pátio do Forró em 2005.

O que era um evento espontâneo e tradicional, começa a ganhar olhares da prefeitura que vê na festa um potencial turístico e de crescimento. Então, a partir da década de 80, a prefeitura começa a fazer os primeiros experimentos de centralizar a festa. Principalmente por perceber que as pessoas da zona rural voltavam à cidade para celebrar o período. "Primeiro, montou-se o 'Circo do Forró', ao lado da Casa de Cultura José Condé, no Parque 18 de Maio. Ele foi remontado depois no Espaço Cultural Tancredo Neves (que estava em construção). Em seguida, o São João passa a ser organizado na Estação Ferroviária e na Avenida Rui Barbosa, até a inauguração do Pátio de Eventos Luiz Lua Gonzaga, em 1995", explicou Walmiré.

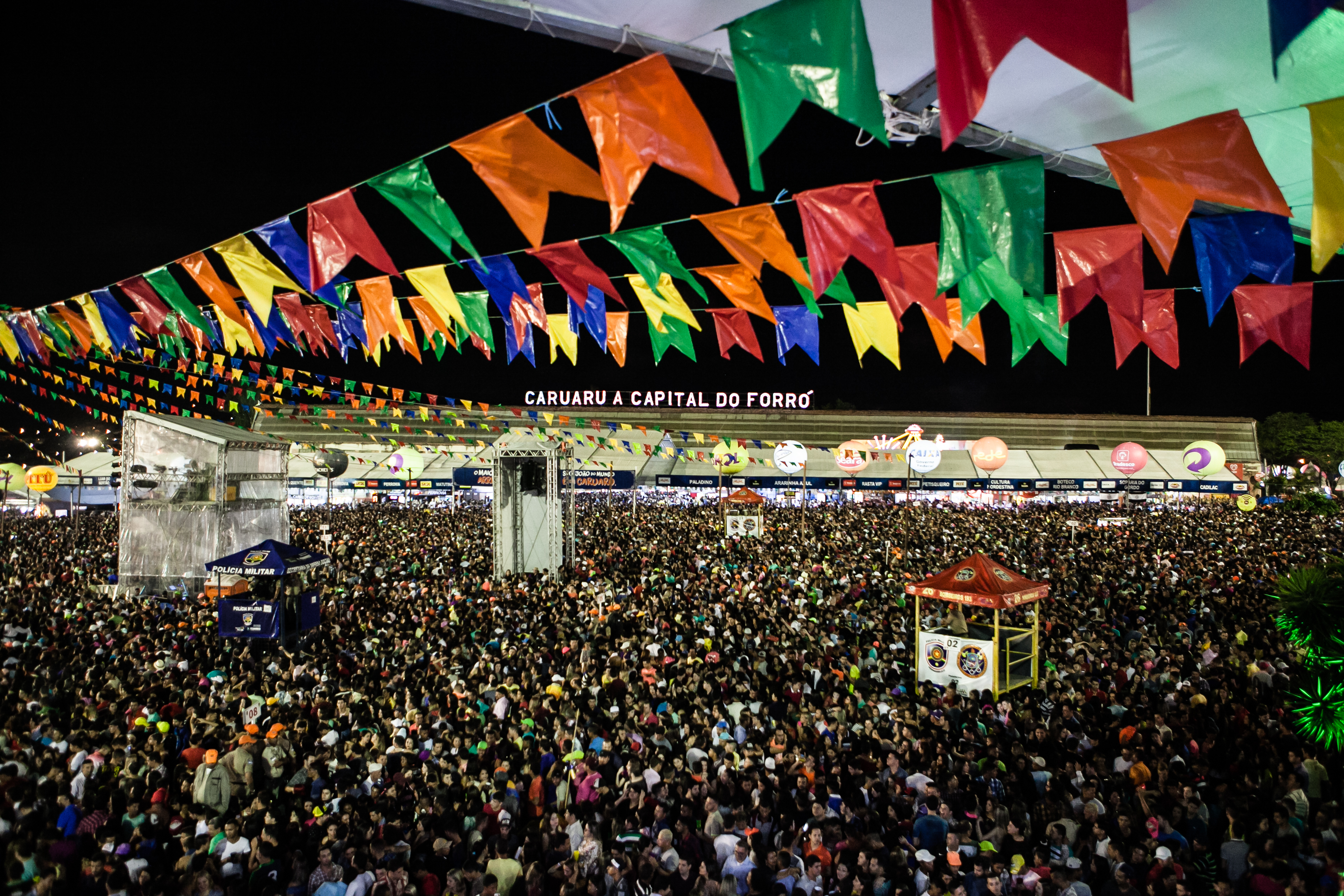
Pátio do Forró atualmente.

A construção do Pátio de Eventos Luiz Gonzaga, começou a ser construído aproximadamente no ano de 1993, sendo inaugurado em 1995. Conhecido como Pátio de Forró. Junto com a inauguração do local, também foi criado a Vila do Forró que ficava localizada em um setor do Pátio de Eventos. A vila foi projetada pelo arquiteto Gilson Lima. No entanto, em 2011, a vila foi demolida, com a justificativa de que daria mais espaço para abrigar mais pessoas durante as festas de São João no Pátio. O Pátio do Forró também abriga o Espaço Cultural Tancredo Neves e os Museus do Forró, do Barro e da Antiga Fábrica de Caroá. Além de ter uma estátua com aproximadamente 5m de altura em homenagem aos 95 anos de nascimento de Luiz Gonzaga, o rei do baião. A estátua foi construída em 2007 e fica localizada na entrada do pátio de eventos que leva o mesmo nome do artista, que fez canções que eternizaram o nome de Caruaru.
Na última edição antes da pandemia (2019), de acordo com a CIMGE, cerca de 3,2 milhões de pessoas passaram pela cidade no São João.
No Polo Maestro Camarão acontecem shows mais intimistas dentro do Pátio de Eventos Luiz Gonzaga, vulgo Pátio do Forró. Principal palco do democrático São João de Caruaru. O famigerado Pátio do Forró possui 44 mil m² e em noites de lotação chega a receber 100 mil pessoas.

## Características

### Estação Ferroviária
Próximo ao Pátio do Forró encontra-se a Estação Ferroviária, que abriga a cidade cenográfica junina com diversas exposições e atrações culturais como bacamarteiros, recitais, peças e claro mais forró no Polo Juarez Santiago. Mas também não pode faltar o banquete gastronômico que a época nos proporciona. Na área da Estação você consegue visitar vários food trucks e barraquinhas para se deliciar com o tempero nordestino. Mais a frente nas mediações do Grande Hotel, fica o Polo Azulão. O Polo destinado a shows mais alternativos já contou com shows de nomes como Marcelo Jeneci, Paulo Miklos, Jorge du Peixe e Academia da Berlinda.

### Comidas gigantes

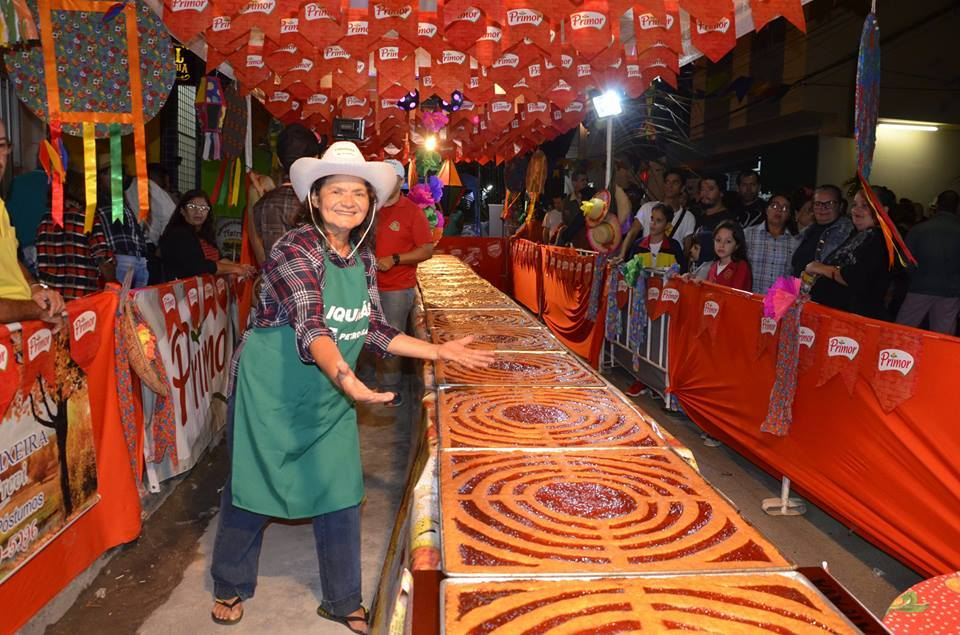
Broa Gigante, uma das comidas gigantes de Caruaru

Durante o São João é muito comum também a realização das comidas gigantes. A tradição consiste em cozinhar comidas tradicionais dos festejos juninos em proporções gigantescas. De acordo com o historiador Daniel Silva o início das comidas gigantes se deu por um processo inverso ao crescimento do São João. Enquanto, o São João de Rua migrava para áreas centrais, as comidas gigantes apareciam justamente para manter a tradição de rua viva.

### São João na Roça
A Zona Rural também recebe o polo São João na Roça, onde os 4 distritos da cidade também recebem shows e apresentações. A festa acontece nas comunidades de Pau Santo, Rafael, Juá, Malhada de Barreira Queimada, Malhada de Pedras, Peladas, Cachoeira Seca, Xicuru, Terra Vermelha e Gonçalves Ferreira.